# Шатийон-ан-Мишай
Шатийо́н-ан-Миша́й (фр. Châtillon-en-Michaille) — коммуна во Франции, находится в регионе Рона — Альпы. Департамент коммуны — Эн. Входит в состав кантона Бельгард-сюр-Валзерин. Округ коммуны — Нантюа.
Код коммуны — 01091.

## Население
Население коммуны на 2015 год составляло 3448 человек.
| 1962 | 1968 | 1975 | 1982 | 1990 | 1999 | 2010 | 2015 |
| ---- | ---- | ---- | ---- | ---- | ---- | ---- | ---- |
| 762  | 891  | 1765 | 1963 | 2189 | 2641 | 3120 | 3448 |